# Понижење
Понижење (пониженост) је умањивање нечијег значаја, угледа или достојанства. Понижење се разликује од појма понизност. Понизност јесте особина покорних, означава прихватање понижавања.
Особа која понижава неку другу особу најчешће то ради с циљем да своју надмоћ над њом докаже. Постоје научници који понижавање сматрају одликом здраве друштвене средине.